# Fabiano Santacroce
Whellington Fabiano Santacroce (Camaçari, 24 agosto 1986) è un procuratore sportivo ed ex calciatore italiano, di ruolo difensore.

## Biografia
Nato in Brasile da padre italiano e madre brasiliana, si trasferisce in Brianza all'età di 2 anni. Cugino del calciatore Alessandro dos Santos, in giovane età Santacroce si alterna dedicandosi sia all'attività cinematografica che a quella di calciatore. Nel 1995 appare nel video musicale Papà perché del cantante Zucchero Fornaciari e l'anno seguente interpreta il personaggio di Jermal nel film Luna e l'altra di Maurizio Nichetti.
È legato sentimentalmente alla ballerina e showgirl Barbara Petrillo, con la quale è convolato a nozze nel giugno 2013 ed ha avuto due figlie, Margherita Beatriz e Ludovica.

## Caratteristiche tecniche
Difensore centrale con grande senso della posizione, varie volte nella sua carriera ha ricoperto il ruolo di terzino sinistro.

## Carriera

### Club

#### Como
Santacroce inizia calcisticamente nel Brugherio e poi nel Bellusco. Ha abitato per tutta la sua gioventù a Correzzana dove ha anche giocato. Con il Como disputa il suo primo torneo da professionista durante la stagione 2004-05 in Serie C1.

#### Il passaggio al Brescia
Rimasto senza squadra dopo il fallimento della società, nel 2005 viene prelevato dal Brescia. A 19 anni Santacroce esordisce quindi in Serie B, dove viene impiegato in 2 partite di campionato.

#### Il passaggio al Napoli
Dopo aver disputato una stagione e mezza a buoni livelli con le Rondinelle, il 29 gennaio 2008, passa al Napoli attraverso il pagamento di un conguaglio di 5.550.000 euro, permettendogli di raggiungere i suoi ex-compagni di squadra Daniele Mannini e Marek Hamšík e di diventare il terzo calciatore proveniente dal Brescia acquistato dai partenopei in soli sei mesi. Il 2 febbraio, a 21 anni, esordisce in Serie A al San Paolo, in Napoli-Udinese (3-1). Con le sue ottime prestazioni si ritaglia in breve tempo un ruolo da titolare nella difesa schierata dal tecnico Edy Reja, collezionando 13 presenze nella seconda metà del campionato.
Nella stagione 2008-2009 colleziona 27 presenze. La stagione successiva è pesantemente condizionata dai problemi fisici: nella trasferta di Milano contro l'Inter del 23 settembre 2009, quinta giornata di campionato, subisce un infortunio al menisco esterno del ginocchio destro. Il 26 febbraio 2010, ancora in fase di recupero dal precedente infortunio, subisce una lesione al menisco mediale del ginocchio sinistro. Il doppio infortunio lo tiene lontano dai campi di gioco per sette mesi: torna in campo nella trasferta di Bari del 18 aprile 2010, quint'ultima di campionato.
Nel 2010-2011, superati i problemi fisici, vive comunque un'annata da comprimario, collezionando 11 presenze in campionato e 14 complessive in stagione.

#### Parma, prestito a Padova e ritorno al Parma
Il 1º luglio 2011 passa al Parma in prestito con diritto di riscatto della metà del cartellino, nell'ambito dell'operazione che porta Blerim Džemaili al Napoli. Compie il suo esordio con la maglia del Parma il 15 ottobre 2011 proprio in occasione della partita svolta al San Paolo contro il Napoli.
Il 5 luglio 2012 il Parma riscatta la metà del suo cartellino.
Il 20 giugno 2013 il Parma riscatta anche la seconda metà del cartellino del giocatore, acquisendolo quindi a titolo definitivo.
Il 6 agosto 2013 passa in prestito al Padova, in Serie B. Esordisce con la maglia biancoscudata il 31 agosto 2013, nella sfida contro il Carpi, seconda giornata del campionato cadetto.
A fine stagione torna al Parma per la stagione 2014-2015. Gioca per la prima volta nella stagione alla quinta giornata, subentrando all'inizio del secondo tempo a Pedro Mendes, nella gara Udinese-Parma, terminata 4-2 per i friulani, mentre la sua prima partita da titolare dal primo minuto avviene alla nona giornata, nella sconfitta contro il Torino (viene sostituito al 78º da Pedro Mendes).

#### Ternana
Il 1º febbraio 2016 nell'ultimo giorno di calciomercato passa in Serie B alla Ternana, firmando un contratto fino a giugno con l'opzione per la stagione successiva. Fa il suo esordio con il club rossoverde l'8 maggio alla quarantesima giornata partendo titolare e venendo sostituito al 63' della ripresa da Leonardo Sernicola nella sfida casalinga terminata 1-1 contro il Cesena. Colleziona una seconda presenza e il 30 giugno si svincola dal club umbro.

#### Juve Stabia
Dopo un lungo periodo senza squadra, il 19 gennaio 2017 viene tesserato dalla Juve Stabia, militante in Lega Pro.
A fine stagione rimane svincolato e a luglio a Coverciano inizia a frequentare il corso per allenare in Serie D e si allena con altri giocatori senza squadra.

#### Cuneo e Virtus Verona
Dalla stagione 2018-2019 gioca nel Cuneo, in Serie C.
L’anno seguente gioca per un’ultima stagione con la Virtus Verona, sempre in terza serie.

### Nazionale

#### Under 21
Il 21 agosto 2007 esordisce in Nazionale Under-21 con il tecnico Pierluigi Casiraghi nell'amichevole vinta contro la Francia (2-1), entrando in campo per sostituire l'infortunato Marco Andreolli, ma è costretto anch'egli ad uscire prima della fine della partita.
Nella gara esterna del 21 novembre 2007 contro le Fær Øer, viene espulso per una gomitata e subisce una lunga squalifica che gli impedisce di partecipare alle Olimpiadi di Pechino 2008 con la Nazionale Olimpica.
Torna in Under-21 un anno dopo, in occasione dell'amichevole contro la Germania del 18 novembre 2008, nella quale scende in campo dal primo minuto. Tuttavia, non viene convocato per l'Europeo U-21 del 2009.

#### Nazionale maggiore
Il 5 ottobre 2008 viene convocato per la prima volta in Nazionale maggiore dal ct Marcello Lippi in occasione del doppio impegno degli Azzurri nelle qualificazioni ai Mondiali 2010 contro la Bulgaria e il Montenegro, senza tuttavia scendere in campo.

### Dopo il ritiro
Ritiratosi a inizio 2021, intraprende la carriera da procuratore con la IDV Management insieme a Luca Di Mattia.

## Statistiche

### Presenze e reti nei club
Statistiche aggiornate al 22 febbraio 2020.
| Stagione        | Squadra         | Campionato      | Campionato | Campionato | Coppe nazionali | Coppe nazionali | Coppe nazionali | Coppe continentali | Coppe continentali | Coppe continentali | Altre coppe | Altre coppe | Altre coppe | Totale | Totale |
| Stagione        | Squadra         | Comp            | Pres       | Reti       | Comp            | Pres            | Reti            | Comp               | Pres               | Reti               | Comp        | Pres        | Reti        | Pres   | Reti   |
| --------------- | --------------- | --------------- | ---------- | ---------- | --------------- | --------------- | --------------- | ------------------ | ------------------ | ------------------ | ----------- | ----------- | ----------- | ------ | ------ |
| 2004-2005       | Como            | C1              | 13+2       | 0          | CI-C            | 0               | 0               | -                  | -                  | -                  | -           | -           | -           | 15     | 0      |
| 2005-2006       | Brescia         | B               | 2          | 0          | CI              | 0               | 0               | -                  | -                  | -                  | -           | -           | -           | 2      | 0      |
| 2006-2007       | Brescia         | B               | 25         | 2          | CI              | 1               | 0               | -                  | -                  | -                  | -           | -           | -           | 26     | 2      |
| 2007-gen. 2008  | Brescia         | B               | 16         | 1          | CI              | 1               | 0               | -                  | -                  | -                  | -           | -           | -           | 17     | 1      |
| Totale Brescia  | Totale Brescia  | Totale Brescia  | 43         | 3          |                 | 2               | 0               |                    | -                  | -                  |             | -           | -           | 45     | 3      |
| gen.-giu. 2008  | Napoli          | A               | 13         | 0          | CI              | 0               | 0               | -                  | -                  | -                  | -           | -           | -           | 13     | 0      |
| 2008-2009       | Napoli          | A               | 27         | 0          | CI              | 1               | 0               | Int+CU             | 0+2                | 0                  | -           | -           | -           | 30     | 0      |
| 2009-2010       | Napoli          | A               | 4          | 0          | CI              | 1               | 0               | -                  | -                  | -                  | -           | -           | -           | 5      | 0      |
| 2010-2011       | Napoli          | A               | 11         | 0          | CI              | 1               | 0               | UEL                | 2                  | 0                  | -           | -           | -           | 14     | 0      |
| Totale Napoli   | Totale Napoli   | Totale Napoli   | 55         | 0          |                 | 3               | 0               |                    | 4                  | 0                  |             | -           | -           | 62     | 0      |
| 2011-2012       | Parma           | A               | 12         | 0          | CI              | 1               | 0               | -                  | -                  | -                  | -           | -           | -           | 13     | 0      |
| 2012-2013       | Parma           | A               | 8          | 0          | CI              | 1               | 0               | -                  | -                  | -                  | -           | -           | -           | 9      | 0      |
| 2013-2014       | Padova          | B               | 20         | 0          | CI              | 0               | 0               | -                  | -                  | -                  | -           | -           | -           | 20     | 0      |
| 2014-2015       | Parma           | A               | 15         | 0          | CI              | 2               | 0               | -                  | -                  | -                  | -           | -           | -           | 17     | 0      |
| Totale Parma    | Totale Parma    | Totale Parma    | 35         | 0          |                 | 4               | 0               |                    | -                  | -                  |             | -           | -           | 39     | 0      |
| feb.-giu. 2016  | Ternana         | B               | 2          | 0          | CI              | -               | -               | -                  | -                  | -                  | -           | -           | -           | 2      | 0      |
| gen.-giu. 2017  | Juve Stabia     | LP              | 9+1        | 0          | CI+CI-LP        | -               | -               | -                  | -                  | -                  | -           | -           | -           | 10     | 0      |
| 2018-2019       | Cuneo           | C               | 28+2       | 0+0        | CI              | -               | -               | -                  | -                  | -                  | -           | -           | -           | 30     | 0      |
| 2019-2020       | Virtus Vecomp   | C               | 7          | 0          | CI              | 1               | 0               | -                  | -                  | -                  | -           | -           | -           | 8      | 0      |
| Totale carriera | Totale carriera | Totale carriera | 209+5      | 3          |                 | 9               | 0               |                    | 4                  | 0                  |             | -           | -           | 227    | 3      |